# Андромеда XX
Андроме́да XX (And XX) — карликовая сфероидальная галактика, которая находится в созвездии Андромеды. Это галактика-спутник Галактики Андромеды, она находится на расстоянии примерно 0,421 тыс. световых лет (129 килопарсек) от неё. Она входит в местную группу.
Её абсолютная звёздная величина около −6,3m, что сравнимо с яркостью Андромеды XII (около −6,4m). Обе галактики являются наименее яркими известными галактиками-спутниками галактики Андромеды.
Обнаружена в 2008 году, вместе с Андромедой XVIII и Андромедой XIX в изображениях, полученных телескопом Канада-Франция-Гавайи (ТКФГ).